# معصومه کیومرثی

## معصومه کیومرثی
معصومه کیومرثی با نام کامل معصومه کیومرثی تبریزی مقدم (۲۵ مهر ۱۳۲۳ )نویسنده،فعال حوزه ادبیات داستانی و دبیر بازنشسته آموزش و پروش ، اصالتا ایرانی و ساکن آمریکا هستند. فعالیت ادبی را با نوشتن داستان فریادهای بیصدا در سن ۱۲ سالگی آغاز کرد. از ایشان تاکنون بیش از ۲۴ رمان در سبک های تاریخی ،جنایی ،عاطفی و عشقی به چاپ رسیده است. 

## آغاز زندگی
معصومه کیومرثی در سال ۱۳۲۳ در اهر زاده شد. خانواده او اصالتا تبریزی هستند. او بدون آموزگار تحصیلات خود را در خانه به پایان رسانید و از سال ۱۳۵۲در آموزش و پرورش مشغول تدریس شد.  او حدود ۲۸ سال سابقه تدریس در مقاطع ابتدایی و راهنمایی را دارد و در طی این سالها چندین بار دبیر نمونه منطقه, استان و کشوری شده اند. او همچنین چند کتاب کمک درسی تالیف و به چاپ رسانده است که از جمله‌ی آنها نغمه‌های آسمانی کتاب کار هدیه‌های آسمانی و کتاب دروس امتحانات پنجم دبستان را می‌توان نام برد. او بیشتر عمر خویش را در شهر مراغه گذرانده به طوری که مردم مراغه ایشان را مراغه‌ای میدانند.

## خارج از ایران
کیومرثی پس از فراغت از تدریس و در سال ۱۳۹۶ به امریکا مهاجرت کرده و در ایالت تگزاس ساکن شد و تعدادی از کتابهای ایشان در امریکا نوشته؛چاپ و در کتابخانه ملی امریکا ثبت گردیده است.  

## آثار

### رمان
- فریادهای بیصدا (۱۳۷۱)
- انتقام روح (۱۳۷۳)
- خشم صاعقه (۱۳۷۷)
- مادر نقش بی غبار  (۱۳۹۴)
- شکستم, گذشتم, از پرده راز  (۱۳۹۵)
- یاقوت مذاب (۱۳۹۵)
- من دختر جذامیم؟ (۱۳۹۵)
- پچ و پچ (۱۳۹۵)
- ترنم های جاودانه (۱۳۹۵)
- حاصل عمر (۱۳۹۵)
- اسرار روح (۱۳۹۵)
- اسارت پنهان(۱۳۹۵)
- راز مخوف (۱۳۹۵)
- لاله ها چی میگویند؟ (۱۳۹۵)
- در آینه نقش پری دیدن (۱۳۹۵)
- اشک من (۱۳۹۶)
- هیاهوی سکوت (۱۳۹۷)
- کوروش کبیر  (۱۳۹۷)
- عشق برزخی(۱۳۹۷)
- زوزه ی گرگها (۱۴۰۰)
- عقابها سقوط نمی کنند (۱۴۰۱)
- شیدای شیفته (۱۴۰۱)
- نشانگر (عدم مجوز چاپ)